# 滕藤
滕藤（1930年4月24日—2023年7月30日），男，江苏江阴人，中国核化工学家，教育家。中国科学技术大学原校长。

## 生平
1930年4月24日出生。1946年夏毕业于重庆中央大学附中，后入读上海交通大学，一年以后重新投考清华大学。1951年毕业于清华大学化工系，留校任教。1957年至1959年赴苏联列宁格勒工艺学院进修。历任清华大学副校长、研究生院院长，国家科委副主任、党组副书记，中共中央宣传部副部长，中国科学院副院长（1987年1月-1988年4月），中国科学技术大学校长（1987年1月－1988年2月），国家教委副主任、党组副书记等职，中国社会科学院副院长、党组副书记。1993年被选为全国人民代表大会代表，常委会委员。1998年3月，第九届全国人大第一次会议上，他当选全国人民代表大会常务委员会委员。
曾担任过的国际组织职务有：1989年至1991年任联合国教科文组织执行局委员，1991年至1993年担任联合国教科文组织副主席，1995年至1997年为亚洲社会科学联合会主席。现为中国社会科学院可持续发展研究中心主任，清华大学兼职教授，中国生态经济学会理事长。
2023年7月30日逝世，享年93岁。